# Breezy
Pour plus de détails, voir Fiche technique et Distribution.
Breezy est un film américain réalisé par Clint Eastwood et sorti en 1973.
Il s'agit d'un des rares films réalisés par l'acteur dans lequel il ne joue pas, hormis un bref caméo. À sa sortie, Breezy ne rencontre ni le succès critique, ni le succès commercial.

## Synopsis
Edith Alice Breezerman, surnommée Breezy, est une jeune hippie mineure et sans attaches, qui erre avec sa guitare. Frank Harmon est un agent immobilier quinquagénaire et divorcé. Elle est désinvolte, lui est un ours cynique. Tout les sépare mais leur rencontre fortuite les plonge dans une histoire d'amour qui va devoir affronter les idées reçues et les a priori sociaux.

## Fiche technique
- Titre original et français : Breezy
- Réalisation : Clint Eastwood, assisté de James Fargo
- Scénario : Jo Heims
- Musique : Michel Legrand
- Directeur de la photographie : Frank Stanley
- Directeur artistique : Alexander Golitzen
- Montage : Ferris Webster
- Production : Robert Daley

Producteur associé : Jo Heims
Producteur délégué : Jennings Lang
- Société de production : The Malpaso Company
- Distribution : Universal Pictures (Etats-Unis)
- Pays d'origine :  États-Unis
- Langue originale : anglais
- Genre : drame, romance
- Format : Couleur (Technicolor) - 35 mm - 1,85:1 - Son : mono (Westrex Recording System)
- Durée : 108 minutes
- Dates de sortie[2] :

États-Unis : 18 novembre 1973 (New York)
France : 26 mars 1975
France : 28 février 2001 (ressortie)

## Distribution
- William Holden (VF : Jacques Thébault) : Frank Harmon
- Kay Lenz (VF : Amélie Morin) : Edith Alice Breezerman, « Breezy »
- Roger C. Carmel (VF : Roger Lumont) : Bob Henderson
- Marj Dusay (VF : Michèle Montel) : Betty Tobin
- Joan Hotchkis (VF : Nicole Favart) : Paula Harmon
- Jamie Smith-Jackson (VF : Jackie Berger) : Marcy
- Norman Bartold (VF : Jacques Deschamps) : l'homme dans la voiture
- Lynn Borden (VF : Francine Lainé) : le rendez-vous nocturne d'Harmon
- Shelley Morrison (VF : Francine Lainé) : Nancy Henderson
- Dennis Olivieri (VF : José Luccioni) : Bruno
- Eugene Peterson : Charlie
- Buck Young (VF : Daniel Gall) : l'homme avec Paula
- Don Diamond (VF : Albert Augier) : le serveur
- Scott Holden (VF : Daniel Gall) : le vétérinaire
- Frances Stevenson (VF : Jane Val) : la vendeuse de vêtements
- Johnnie Collins III (VF : José Luccioni) : Norman
- Sandy Kenyon (VF : Pierre Fromont) : Sam
- Clint Eastwood : l'homme à la Marina (caméo non crédité[3])

## Production
Pour sa troisième réalisation, Clint Eastwood retrouve Jo Heims, la scénariste de son premier film comme réalisateur, Un frisson dans la nuit (1971).
Plusieurs actrices seront envisagées pour le rôle principal, comme notamment Deborah Winters, Lauren Hutton, Cybill Shepherd ou encore Tuesday Weld. Clint Eastwood souhaite initialement Jo Ann Harris, qu'il a côtoyé sur le tournage du film Les Proies (1971). Le rôle revient finalement à la débutante Kay Lenz.
Le tournage débute en novembre 1972. Il a lieu à Los Angeles (Laurel Canyon, Plummer Park, Hollywood, ...). Comme pour ses deux précédentes réalisations, Clint Eastwood termine 3 jours avant la date de fin au planning et économise environ 1 million de dollars.

## Accueil
Le film est un échec relatif, n'intéressant ni la critique ni le public. Entrant avec difficulté au top 50 de Variety, il n'y resta qu'une semaine.

## Distinctions
Le film est nommé à trois reprises aux Golden Globes 1974 : meilleure musique pour Michel Legrand, et meilleure chanson originale (Breezy's Song) et révélation féminine de l'année pour Kay Lenz.

## Clins d’œil
Clint Eastwood en blouson blanc fait un discret caméo dans le film, sous la forme d'un badaud accoudé au bastingage d'une jetée sur laquelle se promènent Breezy et Frank (à 1h03 du film). Plus tard, une affiche du film L'Homme des Hautes Plaines (1973), précédente réalisation de Clint Eastwood, est visible lors d'une sortie au cinéma du couple (à 1h20 du film).